# 生死門
《生死门》（英語：Life Gamble）是由張徹执导的香港電影，由郭追、傅声等領銜主演的电影。该电影主要讲述众位江湖人士为了争夺飞龙璧物自相残杀的故事。

## 劇情簡介
原本是江湖豪侠的仇子玉因为厌倦江湖的争斗，于是决定归隐。而在某一天，一些江湖人士找上了他，而目的，就是为了争夺飞龙璧物。
虽说最初他并不想参与这种事，但是最后，他还是因为这些原因而决定参与这件事。
虽说最后宝物物归原主，但是很多江湖人士都死在了争夺这个宝物的战斗着之中，并且仇子玉最后也因为被人算计而死……

## 演员表
- 郭追 飾 神手仇子玉
- 傅聲 飾 小刀神雲翔
- 羅莽 飾 追命刀客莫俊風
- 惠英紅 飾 蕭顏紅
- 林珍奇 飾 笑面女羅剎小薔
- 李藝民 飾 南玉
- 王龍威 飾 金毛獅子毛開源
- 鹿峰 飾 千里追魂燕子飛
- 余莎莉 飾 辣手觀音彭雙雙
- 江生 飾 神鞭小唐
- 狄威 飾 霸王金霸
- 孫樹培 飾 銀豺程長波
- 唐炎燦 飾 小金剛吳浩
- 劉慧玲 飾 金釵枕留香
- 谷峰 飾 鐵面無私蕭子敬
- 林輝煌 飾 神偷崔妙手[2]

## 備註
1. ↑  .   [2021-12-07]. （原始内容存档于2021-12-07）.
2. ↑  .   [2021-12-07]. （原始内容存档于2021-12-07）.

## 相關連結
- 豆瓣链接 （页面存档备份，存于）
- 互联网电影数据库（IMDb）上《生死门》的资料（英文）
- 香港影庫上《生死门》的資料（繁體中文）